# Tamopsis reevesbyana
Tamopsis reevesbyana – gatunek pająka z rodziny Hersiliidae.
Gatunek ten został opisany w 1987 roku przez Barabarę i Martina Baehrów, na podstawie pojedynczej samicy odłowionej na wyspie Reevesby.
Holotypowa samica ma 3,6 mm długości ciała. Prosoma okrągła, szarawobrązowa z czarniawymi obrzeżami i rejonem ocznym oraz jasnożółtymi, okrągłymi plamkami przy brzegach i wydłużoną za oczami. Obszar oczny słabo wyniesiony, a nadustek w ½ tak wysoki jak on. Przednio-środkowa para oczu nieco mniejsza niż tylno-środkowa, a tylno-boczna największa. Szczękoczułki żółte. Kształt sternum prawie trójkątny. Opistosoma szersza niż dłuższa i znacznie szersza niż prosoma, biaława z ciemnym nakrapianiem, wyposażona w 5 par okrągłych grzbietowych dołków mięśniowych. Odnóża i tylno-boczne kądziołki przędne obrączkowane. Wulwa z pojedynczym zbiorniczkiem nasiennym na który spiralnie nawinięty jest przewód inseminacyjny.
Pająk endemiczny dla Australii, znany z Australii Zachodniej i Australii Południowej.